# Benny Lewis
Brendan Richard "Benny" Lewis é um escritor, poliglota e blogueiro irlandês que se define como um "hacker linguístico". Ele é mais conhecido pelo seu site Fluent in 3 months (fluente em três meses) no qual ele documenta suas tentativas de aprender línguas em um curto período de tempo, normalmente três meses..
Lewis é autor do livro Fluente em 3 Meses (2014) assim como de cursos de línguas titulados de hacker da linguagem, incluindo idiomas como o espanhol, francês, alemão e italiano.

## Início da vida
Nascido na Irlanda, Lewis afirma ter sido medíocre em línguas na escola,. tirando notas medianas em alemão e mal conseguindo passar em suas provas de irlandês. Ele se formou em engenharia eletrônica pela Universidade de Dublin  e depois passou um tempo se esforçando para aprender espanhol na Espanha, onde levou mais de um ano para se tornar fluente no idioma Sua frustração com os métodos convencionais o fez adotar uma abordagem diferente para o aprendizado de línguas, conforme descrito no seu livro e site Fluent in 3 Months.

## Carreira
Lewis é o fundador e diretor executivo do site Fluente em 3 meses.
Ele deu duas palestras no TEDx. Em 2013, foi nomeado "Viajante do Ano" pela revista National Geographic
Ele escreveu cinco livros, incluindo Fluent in 3 Months (2014), assim como quatro livros escritos em colaboração com Teach Yourself : Language Hacking Spanish, Language Hacking French, Language Hacking German,  e idioma de hacking italiano. Ele também supervisionou e deu aulas particulares de idiomas por telefone e Skype.[19]

## Abordagem na aprendizagem de línguas
Lewis afirma que qualquer um pode aprender uma língua até a fluência em somente três meses.[21]
Ele define fluência como "equivalência social", o que significa que ele "pode usar a língua estrangeira do mesmo modo que a sua língua materna". Sua abordagem implica começar a falar um novo idioma desde o primeiro dia, ignorando os erros e utilizando uma linguagem bastante básica como "mim querer ir supermercado".
Lewis explica o nome de sua empresa Fluent in 3 months da seguinte forma: 
O nome do blog causa muita confusão para quem acaba de chegar no meu site. Eu não estou prometendo algum limite de tempo para aprender uma língua. Fazer isso seria ridículo porque a quantidade de trabalho que as pessoas dedicam varia muito. A maioria das pessoas leva anos para aprender o básico de uma língua porque elas fazem isso do jeito errado. Então claro que uma promessa de três meses iria soar arrogante para eles.
Se chama 'Fluent in 3 months' porque eu me mudo para um novo país, geralmente por cerca de três meses e tento falar a língua local fluentemente. O nome do blog se dá graças aos meus objetivos tanto em viagens como em aprender línguas. Esse blog registra as minhas jornadas de aprender línguas e compartilha as ideias que tornam isso tudo possível. O título do blog é um objetivo, não uma promessa de uma solução mágica para todos.
 Lewis sugere que empresários americanos aprendam outros idiomas  e ainda observa que "na Irlanda, crescemos ouvindo uma grande variedade de "ingleses"

## Projetos de Aprendizagem de Idiomas
Até agora, Lewis relatou suas experiências ao tentar aprender mais de 20 idiomas em diferentes graus de proficiência, sempre em curtos períodos de tempo, normalmente três meses. Ele compartilha seus projetos no seu site, tanto em seu blog como em vídeos do YouTube, Benny escreve tanto sobre tentativas bem-sucedidas como as mal-sucedidas. Começou esses projetos em 2009 em parte para provar que era possível aprender um idioma fluentemente em apenas três meses.

### Projeto Tcheco (2009)
No dia 1º de junho de 2009, Lewis inaugurou seu blog com um post anunciando que aprenderia checo de forma "fluente" dentro de 3 meses. Após sua missão de 3 meses, ele esperava ser capaz de:
Manter conversas confortáveis com nativos sobre um número variado de assuntos sem um sotaque forte e com um bom comando da língua para me expressar claramente em muitos contextos sociais e entender o máximo possível
Depois de 3 meses, no dia 1º de setembro de 2009, Lewis afirmou que tinha estudado na República Tcheca por "dois meses" com um "compromisso casual de meio período" graças a um aumento da carga de trabalho para pagar uma dívida. Ele se avaliou como tendo um "bom nível" na língua. No entanto, ele mesmo admitiu que falhou em atingir seu objetivo de alcançar a fluência em 3 meses de aprendizado, em parte por causa das declinações do idioma.

### Projeto Português do Brasil (2009)
Em setembro de 2009, Lewis anunciou que sua próxima missão linguística seria passar três meses no Brasil. Ele explicou seu objetivo para esta missão da seguinte forma: "Eu quero que os brasileiros acreditem não só que eu falo Português como um nativo, mas que eu realmente sou nativo". Antes de iniciar esta missão, Lewis já tinha tido 8 meses de contato com o português, tendo vivido no Brasil anteriormente.

### Projeto Alemão (2010)
Em 2010, Lewis anunciou que ele planejava aprender alemão a um nível de proficiência elevada dentro de três meses. Ele explicou a missão da seguinte forma:
Minha missão será convencer os alemães que eu sou de Berlim até o fim de junho e conseguir o certificado C2 do Goethe: Zentrale Oberstufenprüfung. O nível necessário para essa prova é acima da fluência. significa dominar completamente o idioma.
Antes de começar esta missão, ele já tinha estudado alemão por cinco anos na escola. Ele afirmou que aqueles anos de estudo haviam sido "desperdiçados" e que, depois de todo aquele tempo, ele ainda não sabia falar alemão.
No final do projeto de três meses, Benny compartilhou os resultados do exame Goethe-Zertifikat C2: Zentrale Oberstufenprüfung. Ele afirmou que estava "muito satisfeito" com os resultados, acrescentando que havia passado em quatro das cinco partes do exame. Ele falhou na parte de listening.

### Projeto Chinês (2012)
Lewis tentou aprender japonês e chinês até a fluência em um espaço de três meses. Ele admitiu que achou essas as línguas as mais difíceis que já tentou aprender e alcançou apenas parcialmente os objetivos que estabeleceu para elas. Dito isso, ele teve algum sucesso ao estudar esses idiomas.
Lewis anunciou no dia 4 de janeiro de 2012 que iria fazer um projeto de aprender mandarim até a fluência, estabelecendo especificamente uma meta para atingir o nível C1 na Estrutura do Nível Europeu da Língua em três meses. Depois de tentar aprender a língua, ele foi avaliado por um professor de chinês após 5 meses (28 de maio de 2012)que avaliou sua habilidade em detalhes, afirmando que sua fala era "muito impressionante" a um B1, um nível intermediário: e que suas escuta era "muito boa". No entanto, suas habilidades de leitura e escrita foram avaliadas em um nível abaixo de B1 e após 5 meses, ele não conseguiu atingir o nível de fluência (Nível C1) que ele havia declarado que estava buscando no início da sua "missão"

### Projeto Japonês (2013)
Projeto Japonês (2013)
Em 2013, Lewis anunciou que tentaria aprender japonês ao nível de fluência (nível N2 o segundo nível mais alto no Teste de Proficiência em Língua Japonesa ), em três meses. Isto foi recebido com algum ceticismo por outros poliglotas / blogueiros que escrevem sobre aprender línguas, incluindo o poliglota Steve Kaufmann, que disse que não era possível se tornar fluente neste idioma naquele período de tempo. Depois de iniciar o projeto, Lewis inicialmente empurrou o prazo para recuperar a fluência em duas semanas, depois parou o projeto depois de não conseguir se tornar fluente, alcançando um nível básico de japonês.

### Prêmios
Lewis recebeu o prêmio de "embaixador linguístico do ano" em 2012. Ele foi nomeado como viajante do ano pela National Geographic em 2013

## Publicações
- Lewis, Benny (2014). Fluent in 3 Months: How Anyone at Any Age Can Learn to Speak Any Language from Anywhere in the World (PDF). [S.l.: s.n.] ISBN 9780062282699 [ligação inativa]  Lewis, Benny (2014). Fluent in 3 Months: How Anyone at Any Age Can Learn to Speak Any Language from Anywhere in the World (PDF). [S.l.: s.n.] ISBN 9780062282699 [ligação inativa]  Lewis, Benny (2014). Fluent in 3 Months: How Anyone at Any Age Can Learn to Speak Any Language from Anywhere in the World (PDF). [S.l.: s.n.] ISBN 9780062282699 [ligação inativa]
- Lewis, Benny (2016). Language Hacking French: A Conversation Course for Beginners. [S.l.: s.n.] ISBN 9781473633094  Lewis, Benny (2016). Language Hacking French: A Conversation Course for Beginners. [S.l.: s.n.] ISBN 9781473633094  Lewis, Benny (2016). Language Hacking French: A Conversation Course for Beginners. [S.l.: s.n.] ISBN 9781473633094
- Lewis, Benny (2016). Language Hacking German: A Conversation Course for Beginners. [S.l.: s.n.] ISBN 9781473633155  Lewis, Benny (2016). Language Hacking German: A Conversation Course for Beginners. [S.l.: s.n.] ISBN 9781473633155  Lewis, Benny (2016). Language Hacking German: A Conversation Course for Beginners. [S.l.: s.n.] ISBN 9781473633155
- Lewis, Benny (2016). Language Hacking Italian: A Conversation Course for Beginners. [S.l.: s.n.] ISBN 9781473633124  Lewis, Benny (2016). Language Hacking Italian: A Conversation Course for Beginners. [S.l.: s.n.] ISBN 9781473633124  Lewis, Benny (2016). Language Hacking Italian: A Conversation Course for Beginners. [S.l.: s.n.] ISBN 9781473633124
- Lewis, Benny (2016). Language Hacking Spanish: A Conversation Course for Beginners. [S.l.: s.n.] ISBN 9781473633216  Lewis, Benny (2016). Language Hacking Spanish: A Conversation Course for Beginners. [S.l.: s.n.] ISBN 9781473633216  Lewis, Benny (2016). Language Hacking Spanish: A Conversation Course for Beginners. [S.l.: s.n.] ISBN 9781473633216